# Grup de Delictes Telemàtics
El Grup de Delictes Telemàtics va ser creat per investigar, dins de la Unitat Central Operativa de la Guàrdia Civil, tots aquells delictes que es cometen a través de sistemes de telecomunicacions i mitjançant les tecnologies de la informació.

## Creació i Historia
El seu origen es remunta a l'any 1996, quan en el si de la Unitat Central Operativa, es va desenvolupar la primera investigació directament relacionada amb mitjans informàtics. Llavors es va posar en evidència la necessitat de crear un Grup específicament destinat a perseguir aquesta classe de delictes i que estigués compost per agents que combinessin la seva formació en investigació amb coneixements d'informàtica.
El 1997, compost per quatre persones, es va constituir formalment el Grup de Delictes Informàtics (GDI), encarregant-se des d'aquest moment de la investigació de quantes denúncies relacionades amb delictes informàtics es presentaven davant qualsevol aquarterament o unitat de la Guàrdia Civil. Aquell Grup, va participar en els casos de major rellevància tecnològica ocorreguts a Espanya, convertint-se en la punta de llança que va obrir bretxa enfront de la delinqüència informàtica. De llavors cal destacar les següents operacions:
- Operació Toco: Detenció a Tarragona de dos intrusos informàtics relacionats amb l'accés il·legal als ordinadors de la Universitat de Tarragona, Universitat de València, Centre de *Supercomputación de Catalunya i Registre Mercantil de Tarragona.
- Operació Hispahack: Detenció coordinada de quatre intrusos informàtics relacionats directament o indirecta amb la sostracció de dades reservades de caràcter personal de més de 2.500 usuaris d'un proveïdor d'Internet de Girona, accés il·legal a setze ordinadors de la Universitat Politècnica de Catalunya, modificació de la pàgina Web del Congrés dels Diputats, i intents d'accessos no autoritzats a ordinadors de la Universitat d'Oxford i de la NASA.
- Operació Diable i Escombraries: Detenció, després de la reforma del Codi Penal, de dos individus a Palma i Madrid, per corrupció de menors i pornografia infantil a través d'Internet.

A mitjans del 1999, atès que el camp d'actuació del GDI s'havia ampliat a les investigacions relacionades amb els fraus al sector de les telecomunicacions, es va canviar la seva denominació, is es va adoptar la terminologia emprada per altres unitats similars del món anglosaxó (Hight Technology), i passant a cridar-se Departament de Delictes d'Alta Tecnologia (DDAT).
L'agost de 2000, adequa la seva orgànica cap a una major especialització dels seus membres, estructurant-se en quatre àrees delictives, coincidents amb les presentades als debats del Conveni de Ciberdelincuencia del Consell d'Europa, en els quals participava personal de la unitat com a experts policials. Aquesta nova estructura va venir acompanyada de canvi de nom del Departament, passant a ser Departament de Delictes Telemàtics (DDT), amb quatre equips d'investigació centrats a les àrees de pornografia infantil, fraus i estafes, propietat intel·lectual i delictes de furoneig.
Al febrer del 2003, la Unitat Central Operativa en la qual es troba enquadrat el Departament, sofreix una reestructuració. El Departament, sense modificar la seva plantilla ni missions, adquireix el seu actual nom, Grup de Delictes Telemàtics (GDT).
A causa de l'incessant increment dels delictes informàtics i als innombrables suports que li sol·licitaven des de totes les unitats de la Guàrdia Civil, col·lapsant i restant eficàcia al GDT, es va iniciar una política de descentralització de les investigacions consistent a formar i crear Equips d'Investigació Tecnològica (EDITs) a cadascun de les províncies d'Espanya. Aquest procés de formació, assumit inicialment pel GDT, li ha proporcionat un bagatge en el terreny de la formació per a la investigació informàtica, que ha exportat a altres països de Llatinoamèrica.
També cal destacar els esforços realitzats per fomentar un ús segur de les noves tecnologies, conscient que a la llarga les seves iniciatives ajudaran a minimitzar l'impacte de la delinqüència. Això ha propiciat la seva participació en nombrosos fòrums sobre seguretat de la informació i a dissenyar aplicacions de lliure distribució per a prevenció del frau a la xarxa.
Molt important en la història del Grup ha estat la seva presència, cada vegada major, en seminaris i conferències internacionals, la qual cosa li ha permès crear amb una xarxa de contactes policials a nivell internacional, essencial en la resolució de determinades investigacions.
Actualment és membre i participa activament en els següents fòrums:
- Grup de Treball Europeu d'INTERPOL sobre delictes relacionats amb la Tecnologia de la Informació (EWPITC).
- Grup de Treball Llatinoamericà sobre Delictes Tecnològics d'INTERPOL (GTLDTI).
- Fòrum internacional del G-8 pel cibercrim, sent punt de contacte 24/7 per a suports internacionals.

Des de l'any 2002, el GDT organitza anualment un Fòrum Iberoamericà de Trobada de Ciberpolicies (FIEC), que s'ha constituït en un referent de la col·laboració internacional entre les unitats de lluita contra la delinqüència informàtica a nivell llatinoamericà, i nexe d'unió amb altres fòrums a nivell europeu.

## Missions
1. Dur a terme totes aquelles investigacions relacionades amb la delinqüència informàtica i els fraus en el sector de les telecomunicacions que li encomanin les Autoritats judicials o que conegui per comunicacions i denúncies dels ciutadans, i que per la seva importància o rellevància social, dificultat tècnica o nombre d'afectats, aconsellin la dedicació dels recursos materials i humans més tècnics de la Guàrdia Civil.
2. Detecció de delictes informàtics a la Xarxa (patrulles cibernètiques).
3. Recolzar, en aquells aspectes tècnics que es precisin, les investigacions de la resta de grups de la Unitat Central Operativa (UCO), en la qual es troba enquadrada.
4. Formació del personal dels Equips d'Investigació Tecnològica de les unitats territorials de la Guàrdia Civil.
5. Assessorament tècnic dels Equips d'Investigació Tecnològica (EDITI,s).
6. Representar i promoure la participació de la Guàrdia Civil en quants trobades, fòrums o seminaris internacionals s'organitzin sobre investigació tecnològica i cibercriminalitat.
7. Punt de contacte de cooperació internacional operativa en l'àmbit del cibercrim.
8. Coordinar la participació de la Guàrdia Civil en investigacions de cooperació o col·laboració internacional en l'àmbit del cibercrim.[2]

## Organització i estructura
El Grup de Delictes Telemàtics (GDT) s'integra en la Unitat Central Operativa de la Guàrdia Civil. Els Equips d'Investigació Tecnològica (EDITI) s'enquadren en les Unitats Orgàniques de Policia Judicial de la Guàrdia Civil, desplegades a nivell provincial.